# Sigurd Eysteinsson
Sigurd Eysteinsson eller Sigurd den store (regerede ca. 875–892) var den anden jarl af Orkney, en titel som Sigurd fik fra sin bror Rognvald Eysteinsson. Han var søn af Eystein Glumra, og Sigurd var leder under vikingernes erobring af, hvad der i dag er det nordlige Skotland.
Årsagen til hans død siges at være forårsaget af Máel Brigtes afhuggede hoved, som Sigurd havde besejret i kamp. Da han red på sin hest med Máel Brigtes hoved hængt over sadlen som et trofæ, skrabede en af tænderne mod Sigurds ben. Såret blev inficeret og forårsagede senere Sigurds død.

## HeimskringlaogOrkneyinga
De to primære kilder til Sigurds liv er de to sagaer Heimskringla og Orkneyinga. Ifølge disse sagaer blev kongeriget Norget forenet i eller efter 872 efter slaget i Hafrsfjord, og Orkney og Shetland blev til et sted for vikinger i eksil, der plyndrede deres tidligere hjemland. Kongen af Norge, Harald Hårfager, besejrede disse vikinger med hjælp fra Rognvald Eysteinsson fra Møre.
Under erobringen blev Rognvalds søn, Ivar, slået ihjel, og som kompensation for hans tab fik Rognvald øerne sammen med titlen som jarl. Med Haralds samtykke videregav Rognvald titlen og jorden til sin bror Sigurd, der var en af Haralds loyale soldater. Historia Norvegiæ, der blev skrevet nogenlunde samtidig med sagaerne men på baggrund af en anden kilde, bekræfter Rognvalds families erobring af øerne, men udelader yderligere detaljer.
Sammen med Thorstein den Røde udvidede Sigurd sit domæne til det skotske fastland, og han erobrede Caithness og Sutherland mindst så langt syd som til Ekkjalsbakka, som nogle kilder hævder var i Moray, men det var sandsynligvis længere nordpå et sted langs floden Oykel. Hans bedrifter med at erobre det nordlige Skotland blev legendariske og det gav ham tilnavnet "den Store", eller på oldnordisk ríki.

## Sigurd's Howe
Ifølge Orkney saga udfordrede Sigurd mod slutningen af sit styre en lokal høvding ved navn Máel Brigte the Bucktoothed, til et slag med 40 mand på hver side, hvor Sigurd kom med 80 mænd. Máel Brigte blev besejret og halshugget. Sigurd bandt hovedet fast til sin sadel som et trofæ, men da Sigurd red skrabede Máel Brigtes tand mod hans ben. Der gik infektion i såret, og Sigurd endte med at dø af det. Han blev begravet i en ravhøj der er kendt som Sigurd's Howe eller Sigurðar-haugr, fra det oldnordiske ord haugr der betyder gravhøj eller dysse. Placeringen af Sigurd's Howe skal sandsynligvis finde i omkring Sidera eller Cyderhall nær Dornoch. Det er dog også blevet hævdet, at han er blevet begravet ved Burghead i Moray.
Sigurds død blev tilsyneladende efterfulgt af en ustabil periode. Han blev efterfulgt af sin søn Guttorm, der døde få måneder efter. Rognvald gjorde sin søn Hallad til jarl af Orkney, men Halland kunne ikke styre pirat-vikingerne, og han gav sit jarldømme og titel tilbage, hvorefter han vendte tilbage til Norge i Vanære. Ifølge sagaerne var Rognvalds andre sønner mere interesserede i at erobre andre steder en Skotland, og jarldømmet blev derfor givet til den yngste søn Einarr, hvis mor var træl.